# Объединённый музей писателей Урала
Объединённый музе́й писа́телей Ура́ла — литературно-мемориальный музей, один из крупнейших литературных музеев России. Находится в Екатеринбурге на улице Пролетарской.

## История музея
Объединённый музей писателей Урала был создан в 1980 году на базе нескольких литературно-мемориальных музеев.
В 1993 году музей приобрёл статус муниципального учреждения культуры.
Функция музея: сбор, обработка и изучение материалов по истории литературы Урала.
С объединённым музеем писателей Урала сотрудничают:
- Государственный Литературный музей
- Свердловский областной краеведческий музей
- Литературный музей Степана Щипачёва

В 2005 году Объединённый музей писателей Урала начал выпускать собственное периодическое издание — газету «Литературный квартал». С 2008 года издание выходит в формате журнала.

Музеи на территории «Литературного квартала»
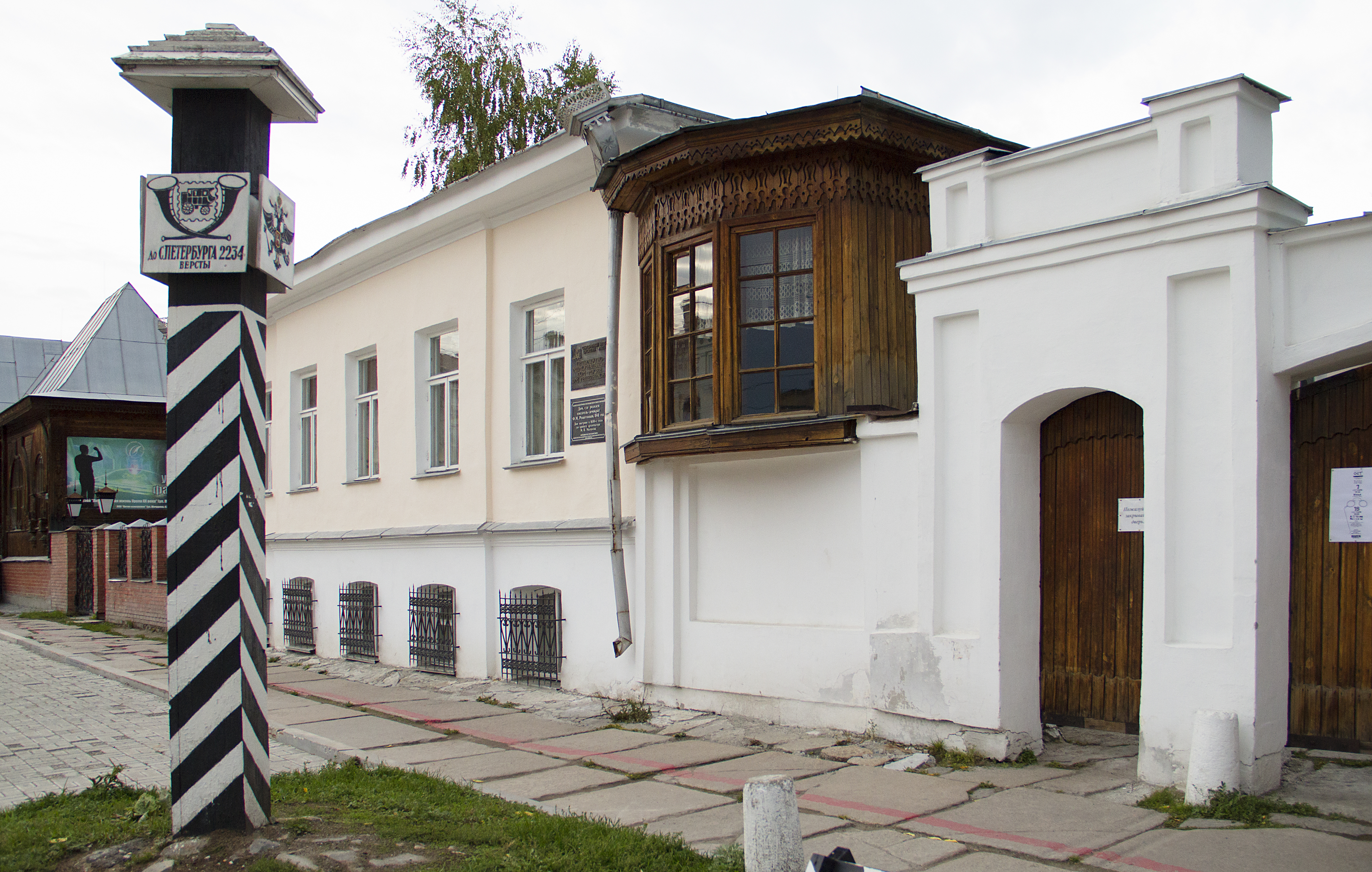
Дом-музей Ф. М. Решетникова
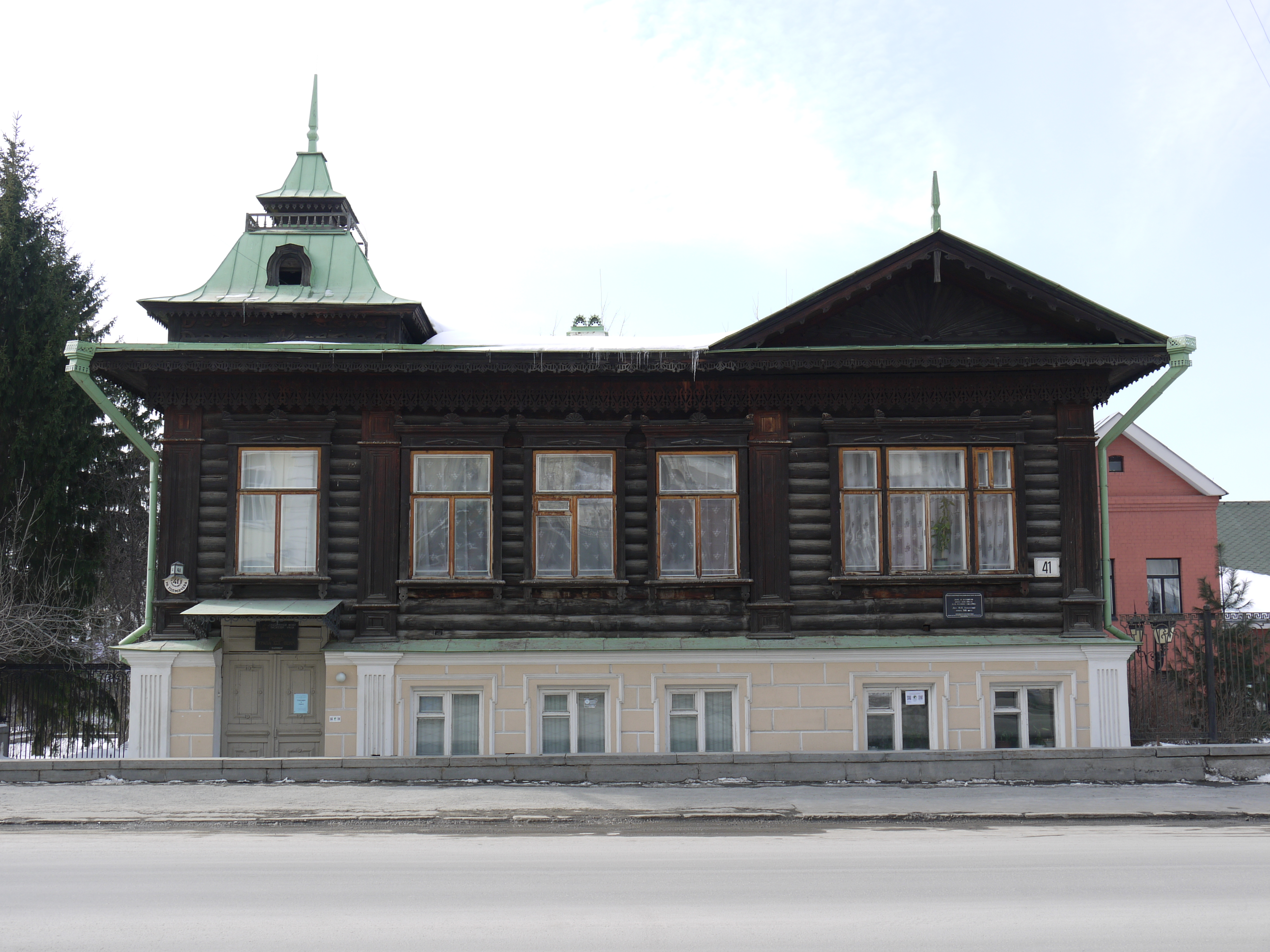
Музей «Литературная жизнь Урала XIX века»
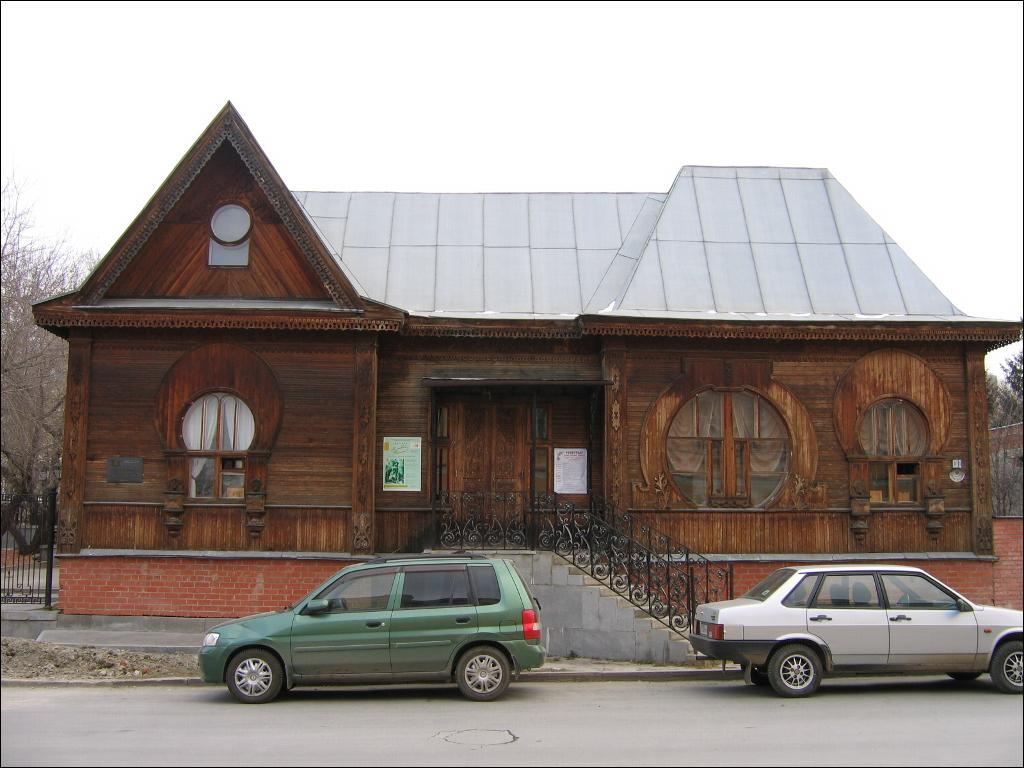
Музей «Литературная жизнь Урала XX века»
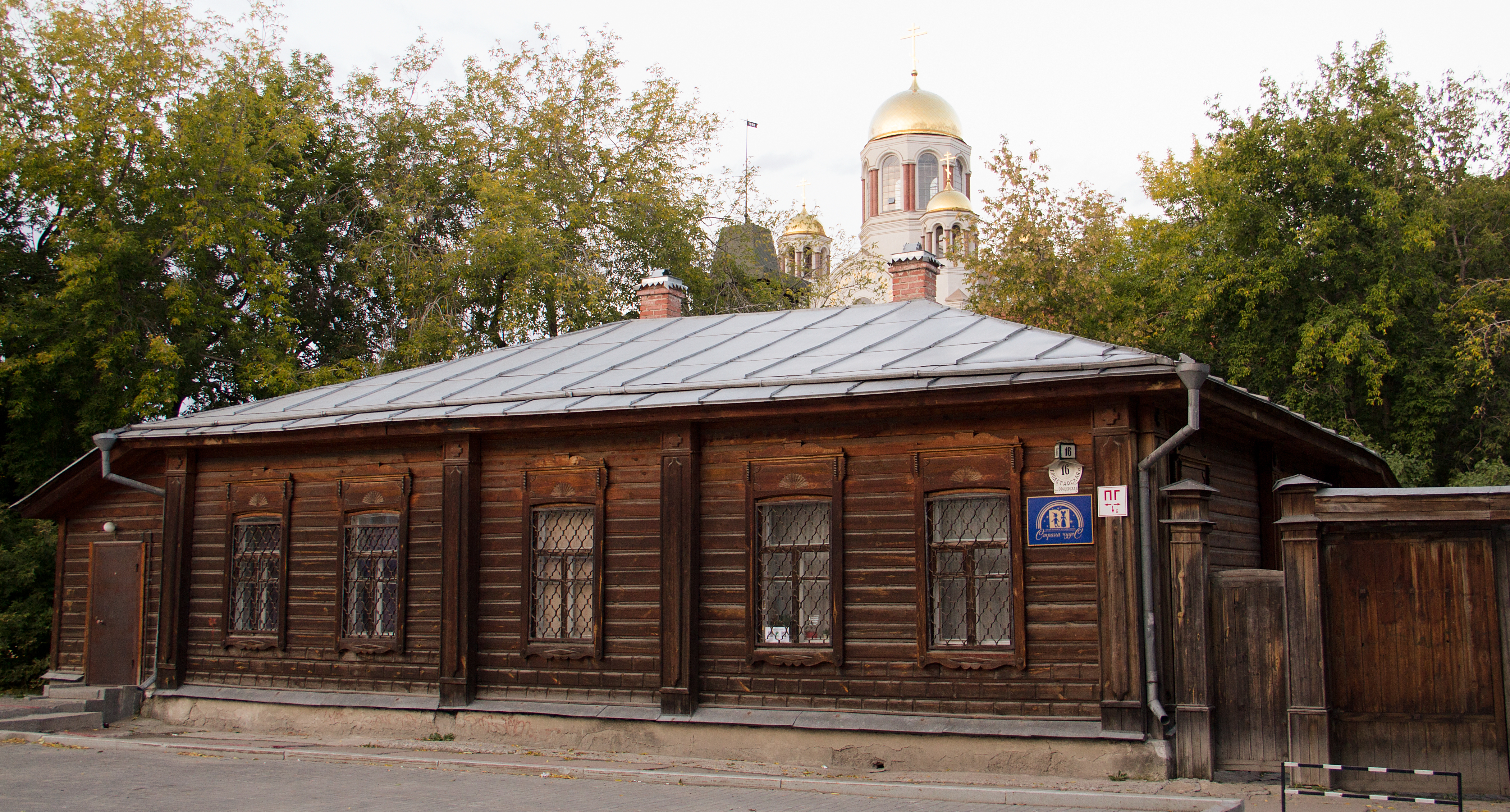
Музей кукол и детской книги «Страна чудес»
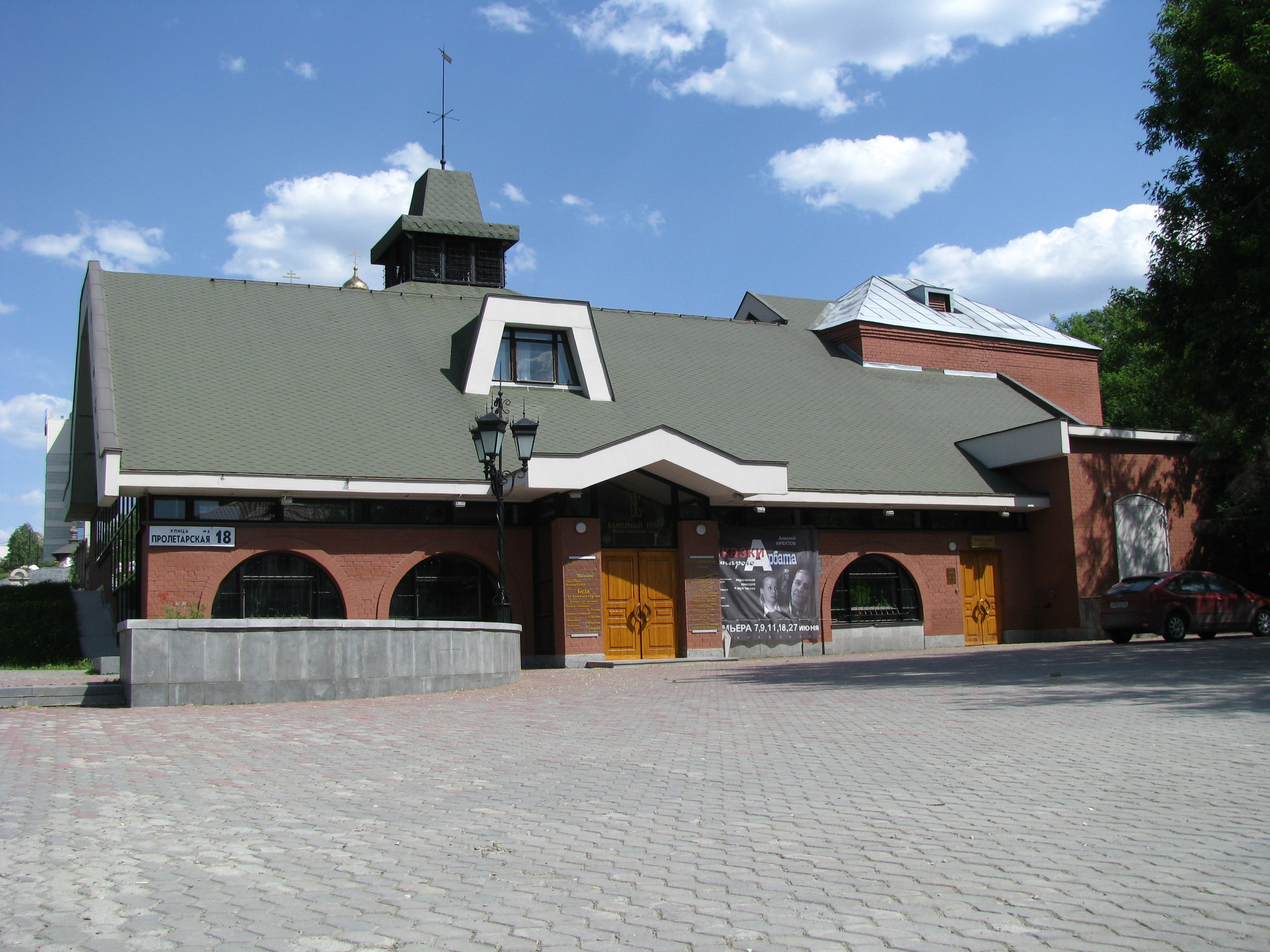
Камерный театр

## Филиалы Музея

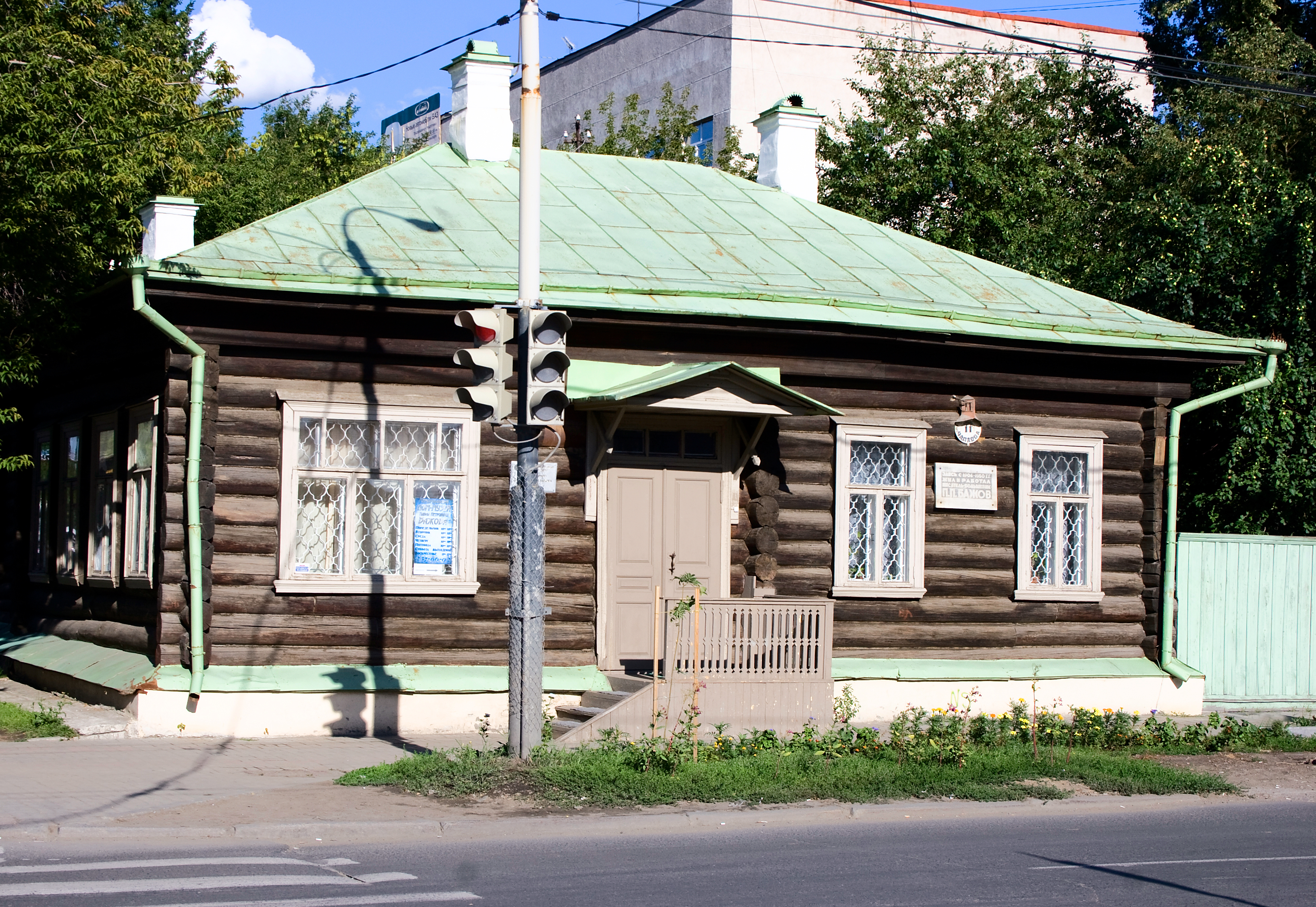
Дом-музей П. П. Бажова

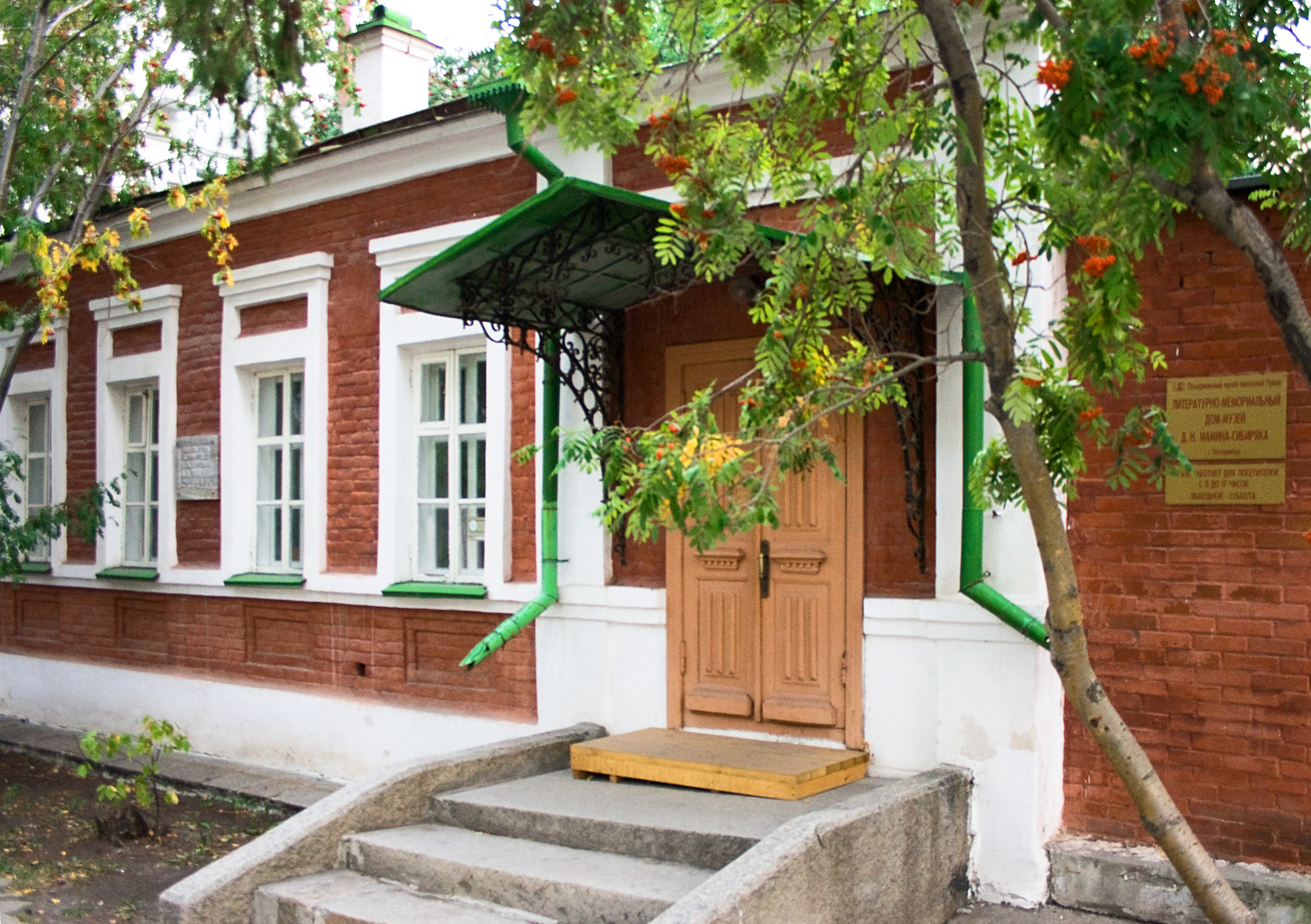
Дом-музей Д. Н. Мамина-Сибиряка

- Литературно-мемориальный дом-музей Д. Н. Мамина-Сибиряка
- Мемориальный дом-музей П. П. Бажова
- Музей «Литературная жизнь Урала XIX века»
- Литературно-мемориальный дом-музей Ф. М. Решетникова
- Музей «Литературная жизнь Урала XX века»
- Музей кукол и детской книги «Страна чудес»
- Дом-музей П. П. Бажова (Сысерть)
- Виртуальный музей Гайдара
- Музей живой книги
- Камерный театр
- Фонды
- Научная библиотека
- Научно-просветительный отдел

## Признание и награды
- 1993 — Диплом Лауреата премии имени О. Е. Клера[источник не указан 4728 дней]
- 2003 — Специальный приз в конкурсе Управления культуры Администрации г. Екатеринбурга «Лучший музейный проект» «Новогодние и Рождественские праздники в традициях старых российских особняков»[источник не указан 4728 дней].
- 2004 — Гран-при в конкурсе Управления культуры Администрации г. Екатеринбурга «Лучший музейный проект» «Творчество П. П. Бажова в меняющемся мире»[источник не указан 4728 дней].
- 2006 — Специальный приз конкурса Управления культуры Администрации г. Екатеринбурга «Лучший музейный проект года» за совместный творческий проект с Екатеринбургским Бюро международного туризма «Спутник» — туристический маршрут «В гости к дедушке Бажову»[источник не указан 4728 дней].
- 2006 — Специальный приз конкурса Управления культуры Администрации г. Екатеринбурга «Лучший музейный проект года» в номинации «За новаторство и разнообразие представления музейной деятельности в туристических маршрутах» за комплекс эксклюзивных творческих мероприятий и научных разработок в честь 60-летия музея по проекту «Место встречи — Литературный квартал»[источник не указан 4728 дней].
- 2007 — Премия им. О. Е. Клера в номинации «экспозиционная работа» за постоянную экспозицию мемориального Дома-музея Д. Н. Мамина-Сибиряка[источник не указан 4728 дней].
- 2007 — Диплом «За высокопрофессиональную музейную работу» во Всероссийском конкурсе почтовых музеев и музеев, имеющих в экспозиции почтовую тематику[источник не указан 4728 дней]
- 2007 — Гран-при в конкурсе за заслуги в области туризма в номинации «Екатеринбург музейный» за экспозицию «Через прошлое в будущее»[источник не указан 4728 дней].
- 2007 — Гран-при конкурса Управления культуры Администрации г. Екатеринбурга «Лучший музейный проект года» в номинации «Традиция» за совместный творческий проект «Из мира кукол в мир музея» (музей и коллекционер)[источник не указан 4728 дней].
- 2008 — Премия им. О. Е. Клера в номинации «образовательные программы»[источник не указан 4728 дней].
- 2008 — Гран-при в конкурсе за заслуги в области туризма в номинации «Екатеринбург музейный» за совместный творческий проект «Из мира кукол в мир музея» (музей и коллекционер)[источник не указан 4728 дней].
- 2008 — Газета «Литературный квартал» во Всероссийском конкурсе музейных проектов «Евразия» победила в номинации «СМИ года»[источник не указан 4728 дней].
- 2009 год — Участие в международном конкурсе дизайнеров интернет-сайтов WebHiTech 2009. Конкурс проводился в рамках конференции UzerExperienceRussia. Сайт Объединенного музея писателей Урала получил приз зрительских симпатий в рейтинге самых удобных сайтов, составленных по результатам юзабилити-тестирования как самый посещаемый сайт литературного музея[источник не указан 4728 дней].
- 2010 год — в конкурсе Управления культуры Администрации города Екатеринбурга «Лучший музейный проект года» завоевал Гран-при с проектом «Чехов-next» и в фестивале «Интермузей-2010» с проектом «Г-нъ Che(ховъ) — знакомый незнакомец» (Музей А. П. Чехова в Екатеринбурге) был дополнительно отмечен жюри конкурса.

В конкурсе фонда Потанина с социально-ориентированным проектом «Читаем широко закрытыми глазами» прошел во второй тур. В Областном музейном конкурсе на Премию им. О. Е. Клера музей победил в номинации «Лучший просветительный проект» за разработку и реализацию виртуального проекта «Музей живой книги».
- 2011 год –  в конкурсе Управления культуры Администрации города Екатеринбурга  "Лучший музейный проект года" завоевал Гран-при с проектом "Новая архитектоника музея"[источник не указан 4728 дней].